# Qualificazioni al campionato mondiale di calcio 2006 - OFC

## Primo turno
Accedono al secondo turno le seguenti squadre:
- Isole Salomone
- Tahiti
- Vanuatu
- Figi

## Secondo turno
Sia la finale di coppa che la finale valida ai fini della qualificazione per il campionato del mondo 2006 sono state vinte dall'Australia, che ha battuto in entrambi i casi le Isole Salomone.

## Finale
| Arbitro: | Subkhiddin Mohd Salleh |

|                                                                                 |           |  |
| Culina 20’ Viduka 36’, 43’ Cahill 57’ Chipperfield 64’ Thompson 68’ Emerton 89’ | Marcatori |  |

| Arbitro: | Shamsul Maidin |

|              |           |                          |
| Fa'arodo 49’ | Marcatori | 19’ Thompson 58’ Emerton |

L'Australia vince per 9–1 (risultato aggregato) ed accede allo spareggio interzona CONMEBOL-OFC contro l'Uruguay.